# Nitrato di calcio
Il nitrato di calcio è un composto chimico inorganico, sale di calcio dell'acido nitrico, dalla formula Ca(NO3)2.
A temperatura ambiente si presenta come un solido incolore inodore. È un composto irritante e ossidante, può provocare l'accensione di materiale combustibile.
È inoltre un composto corrosivo in quanto derivante dall'acido nitrico, quindi va maneggiato con cautela.

## Usi
Veniva utilizzato in passato come additivo nelle miscele pirotecniche per aggiungere alla miscela deflagrante una tonalità rosso mattone molto intensa.
Viene usato molto anche come concime chimico semplice, di cui Italia e Norvegia sono alcuni dei più grandi produttori al mondo.